# Hôtel des Soubirans
L'hôtel des Soubirans est un ancien hôtel particulier situé à Albi, dans le Tarn en région Occitanie.

## Histoire
L'hôtel des Soubirans a longtemps été la propriété de la famille de Soubiran, d'où il tire son nom. Le 28 mai 1706, Philippe V, petit-fils du Louis XIV, duc d'Anjou et nouveau roi d'Espagne, s'y arrêta lorsqu'il était de passage à Albi.
Lors de la Révolution française, Yves de Soubiran émigra. Son hôtel particulier fut confisqué et servit quelque temps de prison. Un projet d'y installer un lieu d'enseignement secondaire fut proposé, mais devant l'état de délabrement du bâtiment, il fut abandonné. 
Sous le Premier Empire, Yves de Soubiran rentra en France et récupéra certaines de ses possessions tel que l'hôtel des Soubirans. Le fils d'Yves, Joseph de Soubiran se maria avec Noëmie de Gélis qui donna naissance à Marie-Thérèse de Soubiran. 
Celle-ci créa l'ordre des Sœurs de Marie Auxiliatrice avant de devoir vendre l'hôtel des Soubirans à cause de problèmes financiers. Finalement, cet hôtel échu à l'ordre religieux qu'elle avait créé. 
À la suite de cela, l'hôtel servit encore d'école, de séminaire, de patronage paroissial, de collège agricole et finalement de Foyer de jeunes travailleurs.